# Chrysometa lapazensis
Chrysometa lapazensis là một loài nhện trong họ Tetragnathidae.
Loài này thuộc chi Chrysometa. Chrysometa lapazensis được Herbert W. Levi miêu tả năm 1986.